# Баумгартен, Александр Трофимович
Александр Трофимович Баумгартен (1843—1901) — генерал-лейтенант русской императорской армии.

## Биография
Родился 16 (28) февраля 1843 года. Происходил из остзейского дворянского рода Баумгартен (ветвь Пехо) лютеранского вероисповедания, но сам был православным. Его отец, Трофим Генрих Вильгельм Баумгартен (1810—?) с 13 января 1835 года был женат на Анне Красильниковой (1812—?). Троюродным братом Александра Трофимовича был Леонтий Николаевич Баумгартен.
Окончил Михайловское артиллерийское училище (1861) и Михайловскую артиллерийскую академию (в 1863 году по 1-му разряду). В течение шести лет служил в 1-й лейб-гвардии артиллерийской бригаде; в 1869 году был прикомандирован к Михайловской артиллерийской академии. В 1873 году был произведён в капитаны и с 4 апреля 1874 года состоял командиром батареи юнкеров в Михайловском артиллерийском училище; за отличие 4 апреля 1876 года был произведён в полковники. Содействовал правильности разработки многих нововведений для улучшения артиллерийского дела, которые до основания Офицерской артиллерийской школы (в 1882 г.) испытывались в училище. С основанием же Офицерской школы, во время лагерных сборов работая совместно с генералами В. Шкларевичем и  А. Даниловым содействовал правильной постановке искусства стрельбы в русской артиллерии, а также введению дивизионов и развитию правильных взглядов на техническое и тактическое управление массовым артиллерийским огнём.
С 20 июня 1888 года вместе с производством в генерал-майоры был назначен командиром 3-й гренадерской артиллерийской бригады, но уже с 7 августа того же года стал командиром 23-й артиллерийской бригады, а с 19 декабря 1890 года — командиром лейб-гвардии 1-й артиллерийской бригады 1-й гвардейской пехотной дивизии. С 9 ноября 1895 года, оставаясь в списках лейб-гвардейской бригады, он стал исполнять должность начальника артиллерии Кавказского армейского корпуса, в 1898 году был утверждён в должности начальника артиллерии Кавказского военного округа, а в 1899 году стал сверхштатным членом артиллерийского комитета.
Умер в Санкт-Петербурге 25 января (7 февраля) 1901 года. Похоронен на Смоленском православном кладбище (уч. 68) вместе с женой Верой Константиновной (ум. 13.08.1884) и дочерью Анной (ум. 19.01.1881).

## Литературная деятельность
С 1871 года А. Т. Баумгартен много печатался в «Артиллерийском журнале»; его статьи — часто чрезвычайно объёмистые, представлявшие отчасти переводы иностранных трудов, статей, курсов и даже отдельных лекций по части техники, тактики и стрельбы, сопровождавшиеся обширными комментариями; также самостоятельные сочинения, из которых особенное значение и интерес представляли: Артиллерия в полевом бою (1890), Искусство наблюдения в поле (1895), Боевая подготовка полевой артиллерии (1895. — 1275 с.: схем.). В 1884 году был удостоен Михайловской премии.
Также он печатался в «Военном сборнике», где с 1887 года помещал статьи об употреблении артиллерии в бою; по организации, боевой подготовке, стрельбе, маневрированию и другим специальным вопросам.

## Награды
российские
- орден Св. Станислава 3-й ст. (1870)
- орден Св. Анны 3-й ст. (1872)
- орден Св. Станислава 2-й ст. (1874)
- орден Св. Владимира 4-й ст. (1879)
- орден Св. Анны 2-й ст. (1882)
- орден Св. Владимира 3-й ст. (1885)
- орден Св. Станислава 1-й ст. (1891)
- орден Св. Анны 1-й ст. (1894)

иностранные
- австрийский орден Железной короны 3-й ст. (1874)
- прусский орден Короны 2-й ст. со звездой (1890)
- персидский орден Льва и Солнца 1-й ст (1896)